# Harsomtous
Harsomtous (Horus qui unit les deux terres) est un dieu de la mythologie égyptienne.
Fils d'Hathor et d'Horus d'Edfou, il est célébré lors des rites agraires et des fêtes lunaires. Il est également assimilé à Shed car il protège des animaux dangereux.
On trouve sur les textes et bas-reliefs des temples d'Edfou et de Dendérah l'histoire de ce dieu.
Dès sa naissance, il est allaité ce qui lui permet d'hériter de son père. C’est aussi une divinité nourricière car c’est un enfant élevé au lait maternel. Il y a des scènes dans le mammisi d’Edfou, le temple de la naissance, qui ponctuent le parcours des offrandes où il apparaît comme le nourricier de la triade Horus, Hathor et Harsomtous. De même dans la cour de ce temple, il y a des scènes du portique sud, où sont mis en vis-à-vis Horus enfant et Harsomtous, qui marquent également cet aspect ainsi que la fonction d’héritier d’Horus.

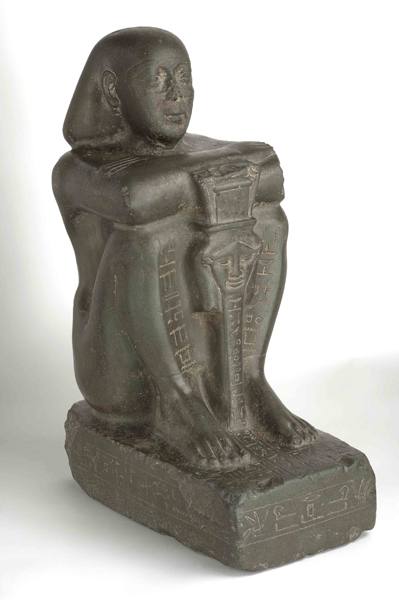
Statue de Harsomtous au musée national archéologique de Madrid.

Dans les chapelles aussi, on peut voir Harsomtous faire le lien entre les deux Horus, le solaire et le terrestre, réactualisant la transmission du pouvoir lors des fêtes du Nouvel An qui célèbrent le renouvellement de l’année, du pouvoir et de la fécondité.
Dans le temple de Dendérah, des hiéroglyphes ressemblant à des ampoules électriques symbolisent la création du monde. Une des cryptes est dédiée au dieu Harsomtous. Il est le serpent dans une sorte d’enveloppe amniotique sortant d'une fleur de lotus. Cette enveloppe est soutenue par le dieu Heh et par un pilier Djed, qui participe à la création du monde.